# Ricardo Luna
Ricardo Luna (Córdoba, 23 de junio de 1925 - 7 de marzo de 1977, México, D.F.) fue un director de cine, guionista y productor que además de trabajar en su país lo hizo en Brasil y México.
Director, formó parte de la nueva ola del cine argentino de la década de 1960.
Catédratico del Departamento Cinematográfico de la Escuela Superior de Bellas Artes - Universidad Nacional de la Plata, Provincia de Buenos Aires, Argentina.
Casado con Berta Roth, creadora de formas escénicas y psicoanalista, con la cual tuvo una hija.

## Filmografía
Coreógrafo
- Pedro Navaja (1984)
- Las computadoras (1982)
- Burlesque (1980)
- La mujer de oro (1970)
- Tres palomas alborotadas (1963)
- Una estrella y dos estrellados (1960)
- Variedades de medianoche (1960)
- A tiro limpio (1960)
- La ley del más rápido (1959)
- Santa Claus (1959)
- Dos fantasmas y una muchacha (1959)
- El puma (1959)
- Acapulqueña (1959)
- Ángel del infierno (1959)
- Tan bueno el giro como el colorado (1959)
- Flor de canela (1959)
- Aladino y la lámpara maravillosa (1958)
- Muertos de miedo (1958)
- La odalisca n.º 13 (1958)
- Las mil y una noches (1958)
- Sucedió en México (1958)
- Los legionarios (1958)
- El diario de mi madre (1958)
- Quiero ser artista (1958)
- Préstame tu cuerpo (1958)
- Viaje a la luna (1958)
- Échenme al gato (1958)
- Desnúdate, Lucrecia (1958)
- Mi desconocida esposa (1958)
- Muertos de risa (1957)
- El organillero (1957)
- Cien muchachas (1957)
- Una lección de amor (1956)
- Amor y pecado (1956)
- Pensión de artistas (1956)
- Cadena de mentiras (1955)
- Las viudas del cha-cha-cha (1955)

Ballet
- Perdóname mi vida (1965)

Actor
- Las noches del Blanquita (1981)
- A fuego lento (1980)
- Divinas palabras (1977)
- Juego peligroso (1967) (episodio "Divertimento")
- Na Mira do Assassino (1967) …Delegado
- Na Onda do Iê-Iê-Iê (1966)
- Paraíba, Vida e Morte de um Bandido (1966)
- A Montanha dos Sete Ecos (1963)
- Boca de Ouro (1963)
- Assalto ao Trem Pagador (1962)
- Copacabana Zero Hora (1961)
- O Homem Que Roubou a Copa do Mundo (1961)
- Os três Cangaceiros (1959)
- Hoje o Galo Sou Eu (1958)
- Nobreza Gaúcha (1958)
- Traficantes do Crime (1958)
- Fuzileiro do Amor (1956)
- O Contrabando (1956)
- Nem Sansão Nem Dalila (1955)
- El cocinero de mi mujer (1947)
- Los maridos engañan de 7 a 9 (1946)

Guionista
- Los orilleros (1975)
- La terraza (1963)
- Setenta veces siete (1962)
- La mano en la trampa (1961)
- Fin de fiesta (1960)

Director
- Los orilleros (1975)

Entre 1958 y 1963, colabora con el realizador Leopoldo Torre Nilsson en calidad de coguionista, escenógrafo, figurinista y asistente personal del realizador.

### Colaboración Artística - Guionista
- 1960: Un Guapo del 900 (Dir: Leopoldo Torre Nilsson)
- 1960: Fin de fiesta (Dir: Leopoldo Torre Nilsson)
- 1961: La mano en la trampa (Dir: Leopoldo Torre Nilsson)
- 1962: Setenta veces siete (Dir: Leopoldo Torre Nilsson)
- 1963: La terraza (Dir: Leopoldo Torre Nilsson)

Entre 1963 y 1966, dirige Filmboard Cine Publicidad Argentina.

### Director y Guionista
- 1962: Feria (film en blanco y negro, 35mm. Duración: 13min)
- 1967: Sudamérica Folklore Show (film en blanco y negro, 35mm. Duración: 26min)
- 1975: Los Orilleros (90min, Argentina), sobre el argumento original de Jorge Luis Borges y Adolfo Bioy Casares, con Rodolfo Bebán, Berta Roth, Milagros de la Vega, Oscar Ferrigno e Inda Ledesma.

## Publicaciones
- 1970: Estudio crítico, biografía, Filmografía y bibliografía sobre el realizador Leopoldo Torre Nilsson. Enciclopedia Dossiers du Cinéma. Edición Casterman, París.
- 1970: Sudamérica Folklore Show. Publicado en Films on Traditional Music and Dance. A First international Catalogue, Unesco, París.

## Premios
- 1963: Diploma de honor por el corto metraje Feria en el Festival de Oberhaussen, Alemania
- 1965: Segundo premio y diploma de honor en el Primer Festival de Cine Publicitario Artístico del Fondo nacional de las Artes, Argentina.